# Borzia (Rumunia)
Borzia – wieś w Rumunii, w okręgu Marusza, w gminie Răstolița. W 2011 roku liczyła 171 mieszkańców.